# Krokodil (drug)

Desomorfine

Krokodil is de gebruikelijke aanduiding voor zelfgemaakte ongezuiverde en dus sterk verontreinigde desomorfine ({\displaystyle {\ce {C17H21NO2}}}). Het is een harddrug die als goedkoop alternatief voor heroïne door zijn verwoestende effect veel slachtoffers eist. De harddrug krokodil is vooral populair onder Russische jongeren die geen geld hebben voor heroïne. In Rusland werd het aantal gebruikers ervan in 2011 geschat op 100.000. Krokodil is relatief eenvoudig te maken uit codeïne, met fosfor (uit luciferkoppen of het strijkvlak van het luciferdoosje), een oplosmiddel (meestal  thinner), benzine, zoutzuur en jodium. In Rusland is het belangrijkste ingrediënt voor de drug, codeïne, met ingang van 1 juni 2012 niet meer te verkrijgen zonder recept.
'Krokodil' dankt zijn naam aan het feit dat bij gebruik de huid schubachtig wordt en groen uitslaat. Indien de gebruiker de ader mist en de drug dus in het vlees injecteert, ontstaat al snel een abces. Indien die infectie niet op tijd wordt behandeld, rot het vlees weg tot op het bot. Gebruikers van 'krokodil' overlijden doorgaans primair aan de lichamelijke gevolgen van de stof en op relatief korte termijn (1 à 2 jaar na het zetten van het eerste shot).
Desomorfine werkt sneller en korter dan morfine en is bovendien krachtiger. Door die eigenschappen is het zeer verslavend. De stof werd in 1932 in de Verenigde Staten gepatenteerd en verdween daar al in 1952 van de markt. In Europa ging de productie wel door. Het werd in 1940 door Hoffmann-La Roche in de handel gebracht onder de merknaam Permonid.